# Rhagonycha nevadensis
Rhagonycha nevadensis là một loài bọ cánh cứng trong họ Cantharidae. Loài này được Svihla miêu tả khoa học năm 1995.